# Cartograf Google
Google Map Maker (sau Cartograf Google) este o aplicație online care a fost scoasă din uz, furnizată de către Google pentru a extinde serviciile oferite în prezent de către Google Maps din iunie 2008. În Google Maps, cartografierea anumitor țări și regiuni nu este realizată deloc sau în foarte mică măsură. Pentru rezolvarea acestui impediment, Google a decis să deschidă spre editare Google Maps, cu ajutorul comunităților din aceste zone. Proiectul este similar cu OpenStreetMap, dar spre deosebire de OSM, care oferă hărțile sale în conformitate cu o licență  Creative Commons, orice hartă creată de utilizatorii Google Map Maker este proprietatea intelectuală a Google.
Scopul final al proiectului este de a dobândi suficiente date de cartografiere de înaltă calitate pentru a fi publicate și utilizate pe serviciul existent Google Maps. Unele contribuții au început să apară pe Google Maps, cu toate acestea, modificările făcute în Map Maker nu sunt imediat vizibile pe Google Maps.
În noiembrie 2016, s-a anunțat că Google Map Maker se va închide și va fuziona cu Google Maps însăși; a fost închis oficial pe 31 martie 2017.

## Interfața
Utilizatorii au posibilitatea de a trasa anumite caracteristici direct pe o hartă, în cazul în care frontierele au fost deja trasate, și pot să adauge drumuri,  căi ferate, râuri și așa mai departe. În plus, utilizatorii pot adăuga clădiri de locuințe, sedii de firme, servicii locale de transport. La prima vedere pare identică cu site-ul Google Maps, precum și cele trei opțiuni disponibile (hartă, prin satelit și hibrid), care permit utilizatorilor să vizualizeze detaliile de pe hartă, o imagine prin satelit din regiune sau o combinație a celor două.
Utilizând opțiunile căutare sau răsfoire, contribuabili pot adăuga și edita caracteristici existente pe hartă. Sunt disponibile trei tipuri de instrumente de desenare: adăugați un punct (un singur punct de interes pe harta), desenați o linie (trasarea de drumuri, căi ferate, râuri, și altele), precum și desenați o formă (poligon) (pentru definirea limitelor și a frontierelor, adăugarea de parcuri, lacuri și alte caracteristici). Utilizatori sunt încurajați, de către Google, de a urmări caracteristici, cum ar fi drumurile din imaginile existente din satelit. Această abordare este limitată în zonele cu imaginile de satelit de rezoluție mică, împiedicând crearea anumitor caracteristici pe hartă, în aceste zone.
Pentru a se asigura calitatea contribuțiilor, acțiunile utilizatorilor noi, sunt moderate de utilizatori mai experimentați. Acest sistem este, de asemenea, conceput pentru a preveni vandalismul și inexactitățile. Utilizatori ale căror contribuții fost publicate de mai multe ori cu succes, au oportunitatea, ca modificările lor, să fie publicate imediat pe hartă. Anumite caracteristici mai mari, pot apărea mai târziu pe hartă, din cauza procesării spre serverul Google.
Colaboratorii, cunoscând zonele din vecinătate lor, pot face contribuții detaliate. Utilizatorii pot modera, de asemenea, contribuțiile celorlalți utilizatori, în vecinătatea lor. Vecinătatea unui individ nu este vizibil pentru alți utilizatori.

## Disponibilitate
În prezent, serviciul este activat pentru următoare locații, cu toate că utilizatorii pot contribui indiferent de locația lor geografică:
- Albania
- Algeria
- Samoa Americană
- Angola
- Anguilla
- Antigua și Barbuda
- Argentina
- Armenia
- Aruba
- Azerbaijan
- Bahamas
- Bahrain
- Bangladesh
- Barbados
- Belarus
- Belize
- Benin
- Bermuda
- Bhutan
- Bolivia
- Botswana
- Insula Bouvet
- Teritoriul Britanic din Oceanul Indian
- Insulele Virgine Britanice
- Brunei
- Burkina Faso
- Burundi
- Coasta de Fildeș
- Cambodgia
- Camerun
- Republica Capului Verde
- Insulele Cayman
- Republica Centrafricană
- Ciad
- Chile
- Insula Crăciunului
- Insulele Cocos
- Columbia
- Comore
- Congo
- Insulele Cook
- Costa Rica
- Cuba
- Cipru
- Republica Democrată Congo
- Djibouti
- Dominica
- Republica Dominicană
- Ecuador
- El Salvador
- Guineea Ecuatorială
- Eritrea
- Etiopia
- Insulele Falkland
- Insulele Feroe
- Fiji
- Guiana Franceză
- Polinezia Franceză

- Teritoriile australe și antarctice franceze
- Gabon
- Gambia
- Ghana
- Groenlanda
- Grenada
- Guadeloupe
- Guam
- Guatemala
- Guinea
- Guineea-Bissau
- Guyana
- Haiti
- Insula Heard și Insulele McDonald
- Honduras
- Islanda
- India
- Iran
- Jamaica
- Iordania
- Kazakhstan
- Kenya
- Kiribati
- Kosovo
- Kuwait
- Kârgâzstan
- Laos
- Liban
- Liberia
- Libia
- Republica Macedonia
- Madagascar
- Malawi
- Malaysia
- Maldive
- Mali
- Malta
- Insulele Marshall
- Martinique
- Mauritania
- Mauritius
- Mayotte
- Mexico
- Micronezia
- Atolul Midway
- Republica Moldova
- Mongolia
- Muntenegru
- Montserrat
- Maroc
- Mozambique
- Myanmar
- Namibia
- Nauru
- Nepal
- Antilele Olandeze
- Noua Caledonie
- Nicaragua

- Niger
- Nigeria
- Niue
- Insula Norfolk
- Insulele Mariane de Nord
- Oman
- Pakistan
- Palau
- Panama
- Papua Noua Guinee
- Paraguay
- Peru
- Filipine
- Insulele Pitcairn
- Qatar
- Reunion
- România
- Rwanda
- Insula Sfânta Elena
- Sfântul Cristofor și Nevis
- Sfânta Lucia
- Sfântul Vincențiu și Grenadinele
- Samoa
- São Tomé și Príncipe
- Senegal
- Serbia
- Seychelles
- Sierra Leone
- Insulele Solomon
- Somalia
- Georgia de Sud și Insulele Sandwich de Sud
- Sri Lanka
- Sudan
- Suriname
- Svalbard și Jan Mayen
- Swaziland
- Siria
- Tadjikistan
- Tanzania
- Timorul de Est
- Togo
- Tokelau
- Tonga
- Trinidad-Tobago
- Tunisia
- Turkmenistan
- Insulele Turks și Caicos
- Tuvalu
- Uganda
- Uruguay
- Uzbekistan
- Vanuatu
- Venezuela
- Vietnam
- Wallis și Futuna
- Sahara Occidentală
- Yemen
- Zambia
- Zimbabwe

Trebuie remarcat faptul că, editarea nu a fost activată pentru toate țările, mai ales pentru cele care nu dispun de date suficiente, pentru cartografiere. Nu toate regiunile enumerate mai sus au imagini prin satelit de înaltă rezoluție, ceea ce face dificilă cartografierea de precizie.